# Дубровницкий трамвай
 Дубровницкий трамвай  (хорв. Tramvajski promet u Dubrovniku) — трамвайная система в хорватском городе Дубровник, существовавшая в период 1910 — 1970 годов.

## История
Трамвайное движение в Дубровнике появилось, 10 декабря 1910 года, первый маршрут был проложен от городских ворот возле стен Дубровника до порта Груж (Gruž), впоследствии первая линия была удлинена к железнодорожной станции «Дубровник», была добавлена вторая линия в Лапад.
Последний рейс трамвая в Дубровнике состоялся 20 октября 1970 года, и единственным общественным транспортом с тех пор являются автобусы.
Трамваи, согласно оценкам, перевезли около 100 миллионов пассажиров за 6 десятилетий существования трамвайной сети.